# Memories (Maroon 5)
Memories è un singolo del gruppo musicale statunitense Maroon 5, pubblicato il 20 settembre 2019 come primo estratto dal settimo album in studio Jordi.

## Descrizione
Memories è basato sulla melodia del Canone di Johann Pachelbel. Il testo invece, secondo quanto spiegato dal frontman Adam Levine, riguarda «chiunque abbia mai sperimentato la perdita. In altre parole, questa canzone è per tutti noi». Parla della perdita del manager della band ed amico di Levine, Jordan Feldstein, morto nel dicembre 2017.

## Promozione
Il 18 settembre 2019 i Maroon 5 hanno annunciato l'uscita del singolo e della relativa copertina sui social media dopo aver pubblicato diversi collage. Il 25 settembre, la band ha collaborato con Apple per una funzione dell'applicazione Foto per promuovere la traccia, consentendo agli utenti di realizzare un montaggio delle loro foto impostate sul brano.

## Video musicale
Il video musicale, diretto da David Dobkin, è stato reso disponibile l'8 ottobre 2019 attraverso il canale YouTube del gruppo.

## Tracce
Testi e musiche di Adam Levine, Jacob Kasher Hindlin, Jonathan Bellion, Jordan Johnson, Michael Pollack, Stefan Johnson e Vincent Ford.
Download digitale
1. Memories – 3:09

Download digitale – Cut Copy Remix
1. Memories (Cut Copy Remix) – 6:55

Download digitale – Devault Remix
1. Memories (Devault Remix) – 3:13

Download digitale – Dillon Francis Remix
1. Memories (Dillon Francis Remix) – 2:42

## Formazione
Gruppo
- Adam Levine – voce
- James Valentine – chitarra
- Jesse Carmichael – chitarra, tastiera
- PJ Morton – tastiera
- Mickey Madden – basso
- Matthew Flynn – batteria, percussioni
- Sam Farrar – tastiera

Altri musicisti
- Michael Pollack – cori, tastiera
- The Monsters & Strangerz – programmazione

Produzione
- Adam Levine – produzione
- The Monsters & Strangerz – produzione
- Bo Bodnar – assistenza alla registrazione
- Noah "Mailbox" Passovoy – ingegneria del suono
- Șerban Ghenea – ingegneria del suono, missaggio
- Randy Merrill – assistenza al mastering

## Successo commerciale
Memories ha debuttato alla 22ª posizione nella Billboard Hot 100, diventando la ventiduesima top fourty dei Maroon 5. Nel corso della settimana ha venduto 27 000 copie digitali, entrando direttamente alla numero uno nella classifica digitale e facendoli diventare la band ad averne ottenute di più, insieme ai Black Eyed Peas. Ha inoltre accumulato 9,7 milioni di riproduzioni in streaming e un'audience radiofonica di 19,6 milioni di ascoltatori. Successivamente ha raggiunto la 12ª nella sua quarta settimana, tornando in cima alla Digital Songs. Durante la prima metà del 2020 è risultato il 7º brano più venduto in pure e il 4º più ascoltato in radio in territorio statunitense.

## Classifiche

### Classifiche settimanali
| Classifica (2019-20)  | Posizione massima |
| --------------------- | ----------------- |
| Argentina             | 60                |
| Australia             | 2                 |
| Austria               | 10                |
| Belgio (Fiandre)      | 3                 |
| Belgio (Vallonia)     | 4                 |
| Canada                | 2                 |
| Corea del Sud         | 11                |
| Croazia               | 2                 |
| Danimarca             | 17                |
| Estonia               | 5                 |
| Finlandia             | 19                |
| Francia               | 13                |
| Germania              | 20                |
| Grecia                | 11                |
| Irlanda               | 5                 |
| Islanda               | 5                 |
| Italia                | 10                |
| Lettonia              | 8                 |
| Libano                | 2                 |
| Lituania              | 8                 |
| Lussemburgo           | 2                 |
| Malaysia              | 1                 |
| Norvegia              | 2                 |
| Nuova Zelanda         | 3                 |
| Paesi Bassi           | 2                 |
| Polonia               | 1                 |
| Portogallo            | 10                |
| Regno Unito           | 5                 |
| Repubblica Ceca       | 7                 |
| Repubblica Dominicana | 33                |
| Romania               | 3                 |
| Singapore             | 1                 |
| Slovacchia            | 3                 |
| Slovenia              | 1                 |
| Spagna                | 22                |
| Stati Uniti           | 2                 |
| Svezia                | 7                 |
| Svizzera              | 3                 |
| Ungheria              | 6                 |

### Classifiche di fine anno
| Classifica (2019) | Posizione |
| ----------------- | --------- |
| Australia         | 51        |
| Belgio (Fiandre)  | 77        |
| Lettonia          | 74        |
| Paesi Bassi       | 37        |
| Portogallo        | 176       |
| Svezia            | 89        |
| Svizzera          | 59        |
| Ungheria          | 39        |
| Classifica (2020) | Posizione |
| Australia         | 21        |
| Austria           | 59        |
| Belgio (Fiandre)  | 14        |
| Belgio (Vallonia) | 21        |
| Canada            | 7         |
| Corea del Sud     | 23        |
| Croazia           | 7         |
| Danimarca         | 26        |
| Francia           | 62        |
| Germania          | 69        |
| Irlanda           | 42        |
| Islanda           | 25        |
| Italia            | 87        |
| Nuova Zelanda     | 22        |
| Paesi Bassi       | 36        |
| Polonia           | 45        |
| Portogallo        | 32        |
| Regno Unito       | 28        |
| Romania           | 21        |
| Singapore         | 4         |
| Slovenia          | 3         |
| Spagna            | 93        |
| Stati Uniti       | 8         |
| Svezia            | 63        |
| Svizzera          | 21        |
| Ungheria          | 33        |
| Classifica (2021) | Posizione |
| Australia         | 98        |
| Corea del Sud     | 61        |
| Portogallo        | 119       |
| Classifica (2022) | Posizione |
| Corea del Sud     | 182       |